# سه ژنرال میوشی
سه ژنرال میوشی (به ژاپنی: 三好三人衆)، میوشی ساننین به سه سامورایی گفته می‌شود که بعد از مرگ میوشی ناگایوشی در سال ۱۵۶۴ همچنان رژیم میوشی را حمایت کردند و در نواحی اطراف پایتخت یا کینای به مبارزه با اودا نوبوناگا پرداختند. این سه نفر عبارت بودند از ایواناری تومومیچی، میوشی ناگایاسو و میوشی سوی که هر سه از خاندان میوشی یا از ملازمان این خاندان بودند.
رژیم میوشی یک نوع رژیم سامورایی بود که در دوره سنگوکو و از سال ۱۵۴۹ تا سال ۱۵۶۸ ادامه داشت. این نوع رژیم در واقع حالت اولیه رژیمی بود که بعدها اودا نوبوناگا با متحد کردن ولایت‌های مختلف توانست آن را توسعه دهد.